# Панхандл (Техас)
Панхандл (англ. Panhandle) — город в США, расположенный в северо-западной части штата Техас, административный центр округа Карсон. По данным переписи за 2010 год число жителей составляло 2452 человека, по оценке Бюро переписи США в 2016 году в городе проживало 2370 человек. Панхандл является частью метрополитенского ареала Амарилло.

## История

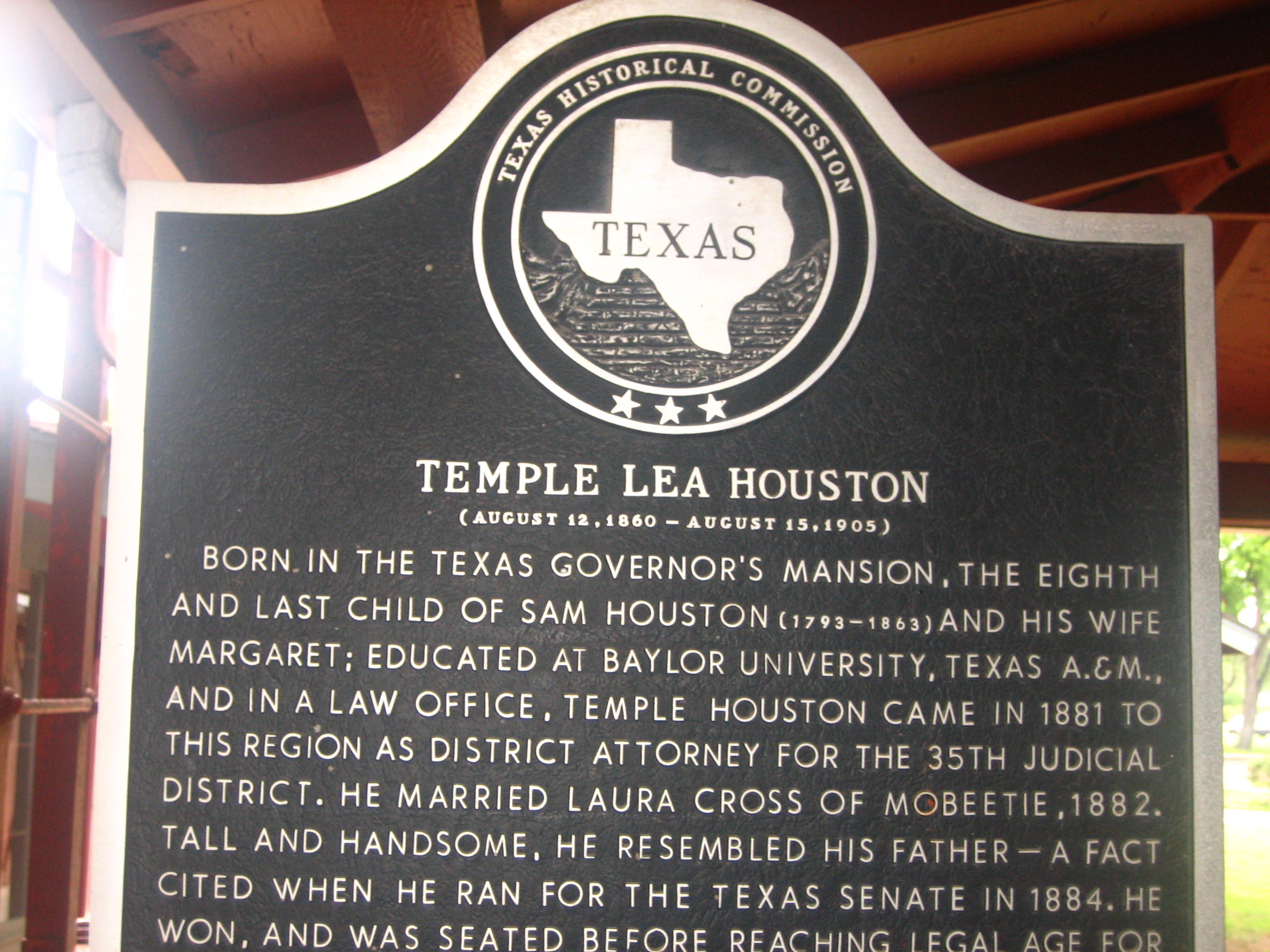
Памятная доска на площади у музея округа

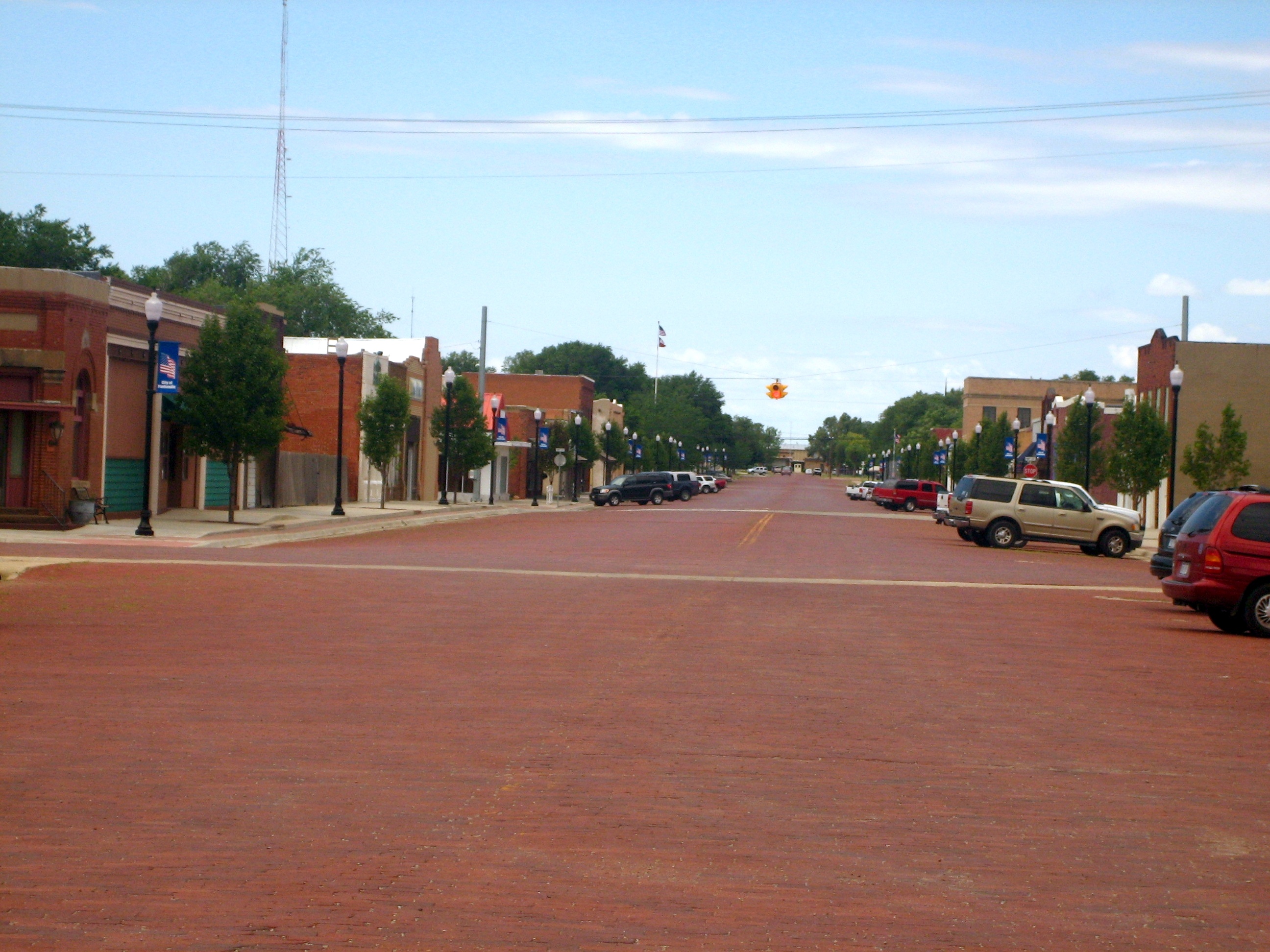
Мощёные улицы Панхандла

В 1887 году поселение обзавелось почтовым офисом, начался выпуск газеты Panhandle Herald. В 1888 году на месте поселения был размечен город, конечная станция железной дороги Southern Kansas (Panhandle and Santa Fe) Railway. 
При образовании округа Карсон, Панхандл был выбран административным центром.
В 1892 году в городе была построена межконфессиональная церковь. В городе открылся санаторий, начали практику несколько докторов. Город являлся крупным центром транспортировки скота, временами в городе в ожидании поезда находилось до 65 000 голов скота. В 1897 году в городе разразился скандал после того как местный методистский пастор Джордж Моррисон отравил собственную жену, влюбившись в другую женщину. Дело Моррисона получило широкую огласку, он был приговорён к смертной казни в 1899 году. В 1909 город получил устав, началось формирование органов местного управления. К тому моменту в городе работали несколько элеваторов, три церкви, два банка, была проведена телефонная связь. В 1920-х годах в городе произошёл нефтяной бум, Панхандл находился в центре месторождения природного газа. Во время бума были взяты займы под постройку новых систем водоснабжения и канализации, мощение улиц и предоставление коммунальных услуг растущему городу. Во время Великой депрессии город стал банкротом, не сумев выплатить проценты по займам. Окончательно от задолженностей город смог лишь к 1965 году.

## География
Панхандл находится в центральной части округа, его координаты: 35°20′47″ с. ш. 101°22′50″ з. д..
Согласно данным бюро переписи США, площадь города составляет около 5,5 км2, практически полностью занятых сушей.

### Климат
Согласно классификации климатов Кёппена, в Панхандле преобладает семиаридный климат умеренных широт (BSk).
| Показатель                    | Янв.  | Фев.  | Март  | Апр. | Май  | Июнь | Июль | Авг. | Сен. | Окт. | Нояб. | Дек.  | Год   |
| ----------------------------- | ----- | ----- | ----- | ---- | ---- | ---- | ---- | ---- | ---- | ---- | ----- | ----- | ----- |
| Абсолютный максимум, °C       | 28,3  | 30,6  | 33,3  | 38,3 | 40   | 43,9 | 43,3 | 42,8 | 40,6 | 36,7 | 31,1  | 25,6  | 43,9  |
| Средний суточный максимум, °C | 10,2  | 12,6  | 17,4  | 22,6 | 27   | 31,2 | 33,8 | 32,6 | 28,7 | 23,2 | 16    | 10,4  | 22,2  |
| Средняя температура, °C       | 2,2   | 4,4   | 8,7   | 13,8 | 18,7 | 23,3 | 25,9 | 24,9 | 20,9 | 14,9 | 8,1   | 2,9   | 14,1  |
| Средний суточный минимум, °C  | −5,8  | −3,8  | −0,1  | 5,1  | 10,4 | 15,5 | 18   | 17,2 | 13,1 | 6,6  | 0,2   | −4,7  | 5,9   |
| Абсолютный минимум, °C        | −23,3 | −22,8 | −16,7 | −8,9 | −1,7 | 4,4  | 10,6 | 8,3  | −2,8 | −9,4 | −15,6 | −22,2 | −23,3 |
| Норма осадков, мм             | 16    | 18    | 28    | 40   | 73   | 84   | 65   | 73   | 55   | 50   | 20    | 20    | 541   |
| Источник: weatherbase.com     |       |       |       |      |      |      |      |      |      |      |       |       |       |

## Население
Согласно переписи населения 2010 года в городе проживало 2452 человека, было 927 домохозяйств и 690 семей. Расовый состав города: 94 % — белые, 0,6 % — афроамериканцы, 1,3 % — коренные жители США, 0,2 % — азиаты, 0 % (0 человек) — жители Гавайев или Океании, 2,7 % — другие расы, 1,3 % — две и более расы. Число испаноязычных жителей любых рас составило 9,8 %.
Из 927 домохозяйств, в 38,8 % живут дети младше 18 лет. 61,3 % домохозяйств представляли собой совместно проживающие супружеские пары (26,9 % с детьми младше 18 лет), в 8,8 % домохозяйств женщины проживали без мужей, в 4,3 % домохозяйств мужчины проживали без жён, 25,6 % домохозяйств не являлись семьями. В 23,2 % домохозяйств проживал только один человек, 11,4 % составляли одинокие пожилые люди (старше 65 лет). Средний размер домохозяйства составлял 2,57. Средний размер семьи — 3,03 человека.
Население города по возрастному диапазону распределилось следующим образом: 30,4 % — жители младше 20 лет, 20 % находятся в возрасте от 20 до 39, 32,6 % — от 40 до 64, 17,3 % — 65 лет и старше. Средний возраст составляет 39,9 года.
Согласно данным опросов пяти лет с 2012 по 2016 годы, средний доход домохозяйства в Панхандле составляет 72 250 долларов США в год, средний доход семьи — 76 000 долларов. Доход на душу населения в городе составляет 29 111 
долларов. Около 5,9 % семей и 6,4 % населения находятся за чертой бедности. В том числе 8 % в возрасте до 18 лет и 8,9 % в возрасте 65 и старше.

## Местное управление

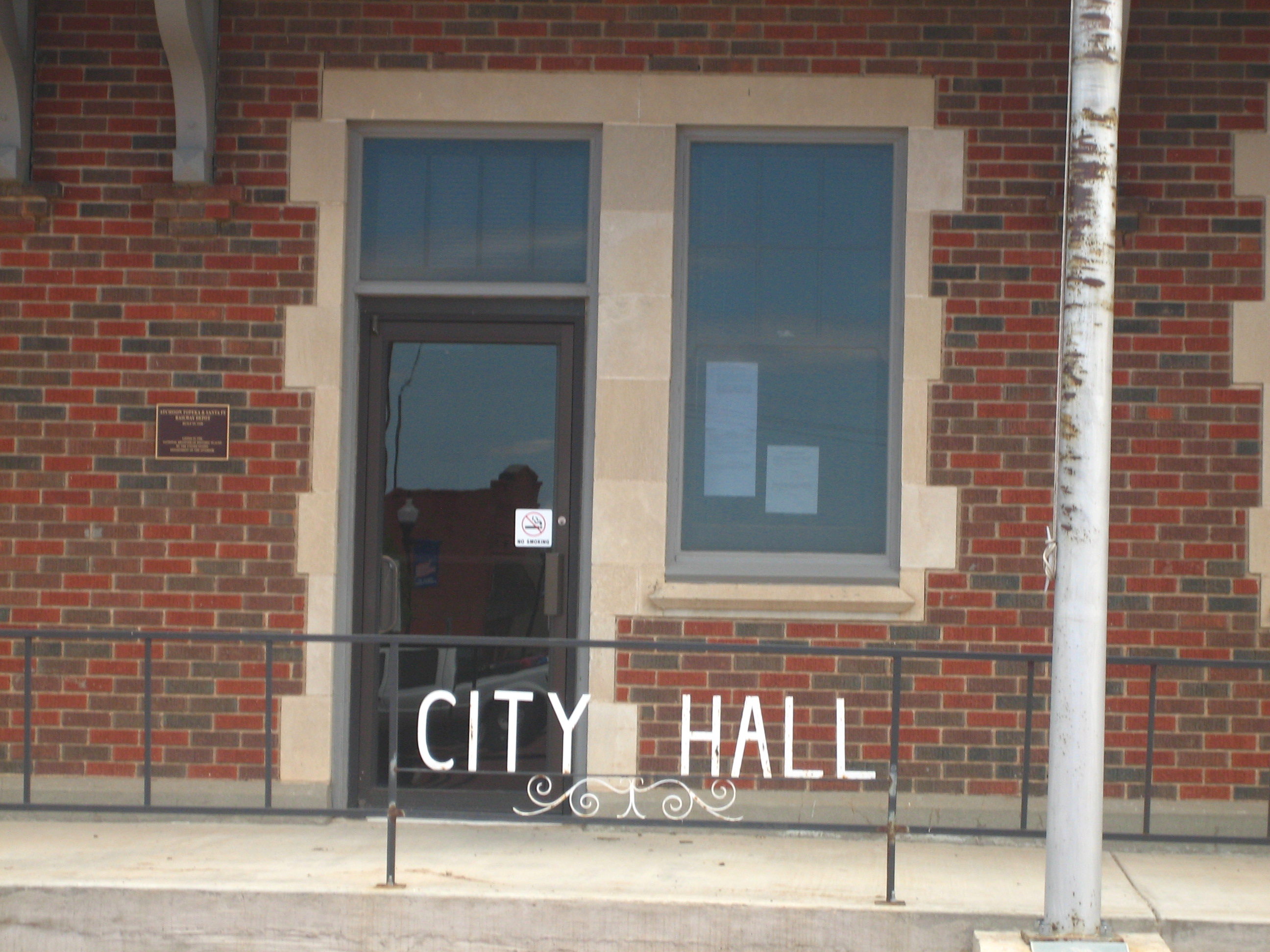
Городская ратуша, бывшее депо железной дороги Atchison, Topeka and Santa Fe Railway, здание занесено в национальный реестр исторических мест.

Управление городом осуществляется мэром и городским советом, состоящим из пяти человек.

## Инфраструктура и транспорт
Основными автомагистралями, проходящими через Панхандл, являются:
- автомагистраль 60 США идёт с северо-востока от Пампы, на юго-запад к Амарилло.
- автомагистраль 207 штата Техас идёт с севера от Стиннетта на юг Клоду.

В городе располагается аэропорт Панхандла и округа Карсон. Аэропорт располагает одной взлётно-посадочной полосой длиной 1342 метров. Ближайшим аэропортом, выполняющим коммерческие рейсы, является международный аэропорт Рика Хасбанда в Амарилло. Аэропорт находится примерно в 40 километрах к юго-западу от Панхандла.

## Образование

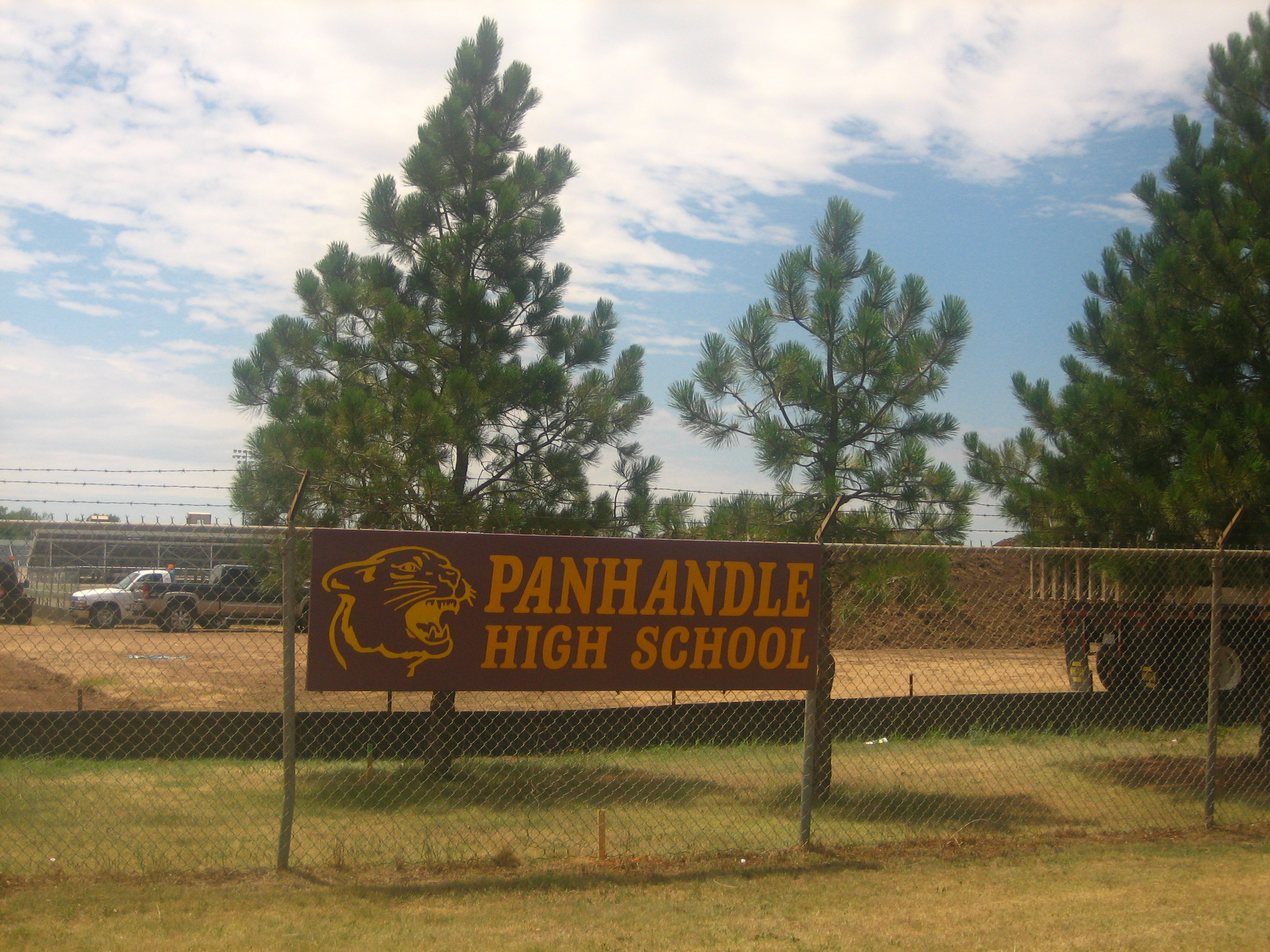
Знак старшей школы Панхандла

Город обслуживается независимым школьным округом Панхандл.

## Экономика
Согласно бюджету города на 2017 финансовый год, доходы и расходы города в 2017 году планировались на уровне $2,84 млн.

## Отдых и развлечения
C 1934 году в городе проходит ежегодная ярмарка сельского хозяйства и скота Southwest Race Meet and Agricultural Fair.
В городе функционирует музей округа Карсон.